# Districte de Porto
El districte de Porto és un districte portuguès, corresponent al nucli de la província tradicional del Douro Litoral i a la regió del Nord. Limita al nord amb el districte de Braga, a l'est amb el districte de Vila Real, al sud amb el districte de Viseu i amb el districte d'Aveiro i a l'oest amb l'oceà Atlàntic. Àrea: 2.395 km² (17è major districte portuguès). Població resident (2001): 1.781.826 hab. Seu del districte: la ciutat de Porto.

## Subdivisió
A l'actual divisió administrativa del país, el districte està integrat a la Regió del Nord, repartint-se els seus municipis en les subregions de Gran Porto, Ave i Tâmega. En resum:
- Regió del Nord
  - Ave
    - Santo Tirso
    - Trofa

  - Gran Porto
    - Gondomar
    - Maia
    - Matosinhos
    - Porto
    - Póvoa de Varzim
    - Valongo
    - Vila do Conde
    - Vila Nova de Gaia

  - Tâmega
    - Amarante
    - Baião
    - Felgueiras
    - Lousada
    - Marco de Canaveses
    - Paços de Ferreira
    - Paredes
    - Penafiel

## Ciutats principals
Porto, Vila Nova de Gaia, Matosinhos, São Mamede de Infiesta (municipi de Matosinhos), Maia, Penafiel, Amarante, Gondomar, Rio Tinto (municipi de Gondomar), Valongo, Ermesinde (municipi de Valongo), Póvoa de Varzim, Vila do Conde, Paredes, Felgueiras